# Елвін Гаррісон
Елвін Гаррісон (англ. Alvin Harrison; нар. 20 січня 1974, Орландо, Флорида, США) — американський легкоатлет, що спеціалізується на спринті, олімпійський чемпіон 1996 року.

## Кар'єра
| Рік                                  | Змагання                     | Місто             | Місце           | Дисципліна            | Примітки        |
| Представник США                      | Представник США              | Представник США   | Представник США | Представник США       | Представник США |
| ------------------------------------ | ---------------------------- | ----------------- | --------------- | --------------------- | --------------- |
| 1996                                 | Олімпійські ігри             | Атланта, США      | 4               | біг на 400 метрів     | 44.62           |
| 1996                                 | Олімпійські ігри             | Атланта, США      | 1               | естафета 4×400 метрів | 2:55.99         |
| 2000                                 | Олімпійські ігри             | Сідней, Австралія | 2               | біг на 400 метрів     | 44.40           |
| 2000                                 | Олімпійські ігри             | Сідней, Австралія | —               | естафета 4×400 метрів | DSQ             |
| Представник Домініканська Республіка |                              |                   |                 |                       |                 |
| 2009                                 | Чемпіонат світу              | Берлін, Німеччина | 5 (забіги)      | біг на 400 метрів     | 46.67           |
| 2010                                 | Чемпіонат світу в приміщенні | Доха, Катар       | —               | естафета 4×400 метрів | DSQ             |